# Bucura Dumbravă

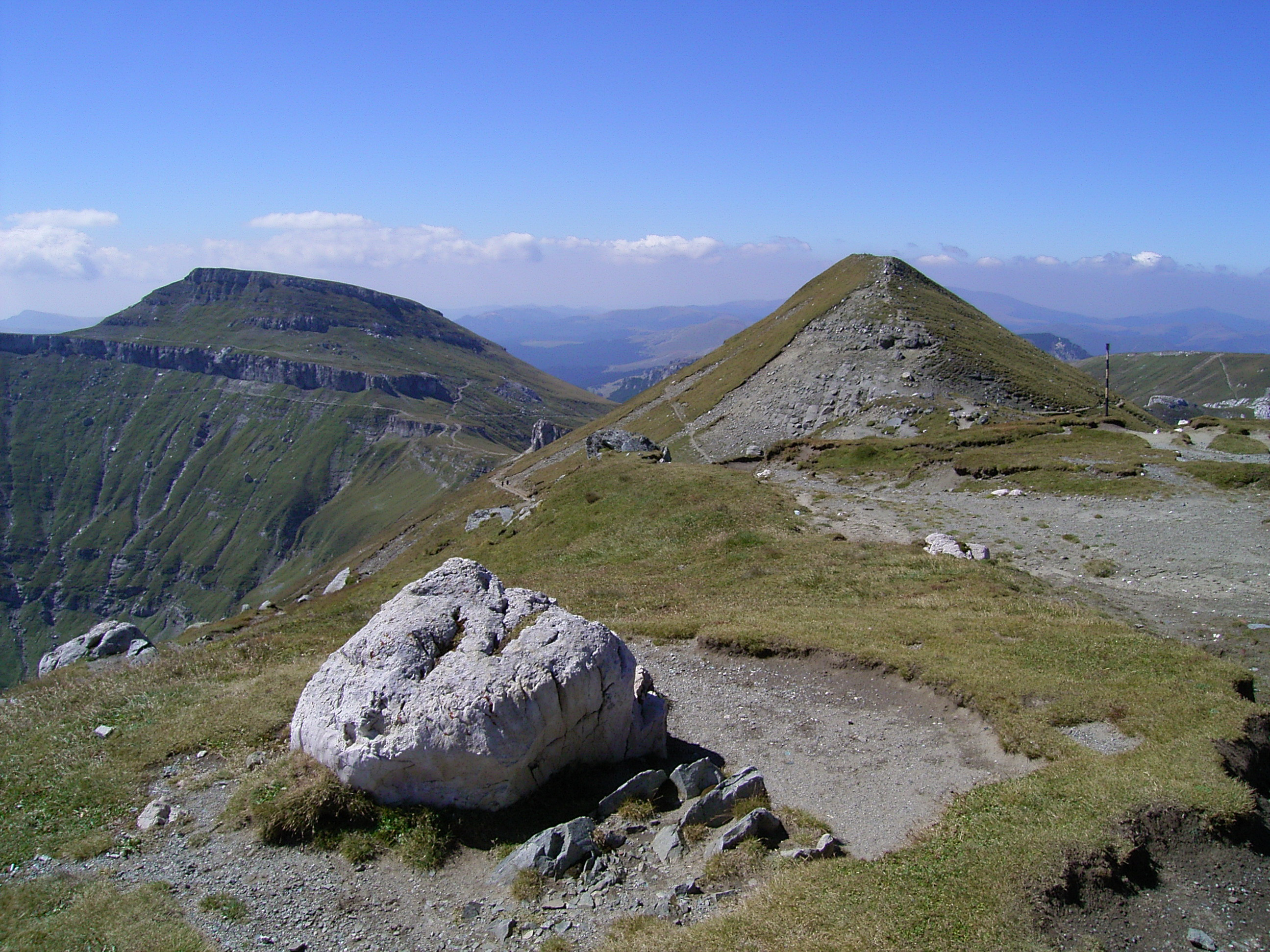
Vârful Ocolit (denumit și Vârful Bucura Dumbravă) din Munții Bucegi.

Bucura Dumbravă (n. 28 decembrie 1868, Pressburg (Bratislava) – d. 26 ianuarie 1926, Port Said, Egipt), născută Fanny Szekulics, a fost o prozatoare română.

## Viață
S-a născut la Pressburg în 1868, având numele real Fanny Szekulics. Limba sa maternă era limba germană. Familia ei s-a mutat la București în 1873.
A învățat carte la Sinaia și apoi la București. Pe când se afla într-o vacanță la Sinaia, tânăra de 14 ani i-a citit câteva poezii proprii în limba germană reginei Elisabeta a României, care a încurajat-o să continue, a invitat-o de mai multe ori la Castelul Peleș și a sprijinit-o din punct de vedere material. A învățat apoi la un pension german din București, unde a studiat și limba română.
Sub influența lui Carmen Sylva (pseudonimul literar al reginei Elisabeta), devine interesată de natura României, de literatura și folclorul românesc. În 1905 a înființat societatea „Chindia”, care își propunea să cultive gustul pentru jocurile naționale și portul popular. Societatea a funcționat până la primul război mondial.
Sub pseudonimul Bucura Dumbravă, ea a început să scrie romane istorice, concepând o trilogie intitulată “Spărgătorul de valuri”. Din aceasta au apărut două romane scrise în limba germană: "Der Haiduck" (Regensburg, 1908) - o carte despre haiducul Iancu Jianu, tradusă în limba română de Teodor Nica sub titlul “Haiducul”; "Der Pandur" (Regensburg, 1912) - o carte despre Tudor Vladimirescu, tradusă în același an de Elisa Brătianu cu o precuvântare de Carmen Sylva și o prefață în română de Bucura Dumbravă, iar ulterior a fost tradus chiar de scriitoare. Cel de-al treilea roman al trilogiei, "Sarea Norodului", evoca figura lui Gheorghe Lazăr, dar manuscrisul în limba germană s-a pierdut.
Alpinistă pasionată, face ascensiuni în Alpi pe Cervin (până la refugiul Solvay – 4000m) și escaladează ghețarul La Buée din Mont Blanc.  Alături de prieteni și prietene și călăuzită de cei mai buni cunoscători ai Bucegilor, pleca în fiecare primăvară la Sinaia, făcând excursii lungi în Bucegi, în Parâng, în Retezat și în Făgăraș. De altfel, este prima femeie care ajunge pe vârful Omu, cel mai înalt din masivul Bucegi. În lunile de toamnă și de iarnă studia colecția de manuscrise a Academiei Române. În anul 1921, împreună cu geograful Mihai Haret, scriitorul Emanoil Bucuța și alți prieteni, a înființat "Hanul Drumeților".
Sub influența drumețiilor montane, Bucura Dumbravă scrie prima carte în limba română, "Cartea munților" (București, 1920), care este un amestec poetic de îndrumări pentru organizarea și efectuarea de drumeții și de note de călătorie. Această carte a fost scrisă la îndemnul lui Emanoil Bucuța. Această carte a fost denumită de Perpessicius un "adevărat vademecum al drumețiilor". În cel de-al doilea anuar al Bucegilor publicat în 1927, Emanoil Bucuța caracteriza astfel această carte: "Cartea munților e cea mai frumoasă floare sădită în grădina literaturii românești, pe care Bucura a adus-o din drumuri de treizeci de ani. Cu ea, scriitoarea ne însoțește de acum neîntrerupt și va mai însoți multe rânduri de oameni, după noi, atât în cățărările pe piatră, cât și în citirile din ceasurile de odihnă".
În ultimii ani de viață a început să se preocupe de studiul teozofiei. A publicat culegerea "Ceasuri sfinte" (București, 1921), apoi a tradus cartea "La picioarele învățătorului" (1924) a lui Krishnamurti. În anul 1925 a înființat loja teozofică din România, pe care a condus-o până la moarte. A fost, de asemenea membră, a lojei masonice „Steaua Orientului”.
A fost distinsă cu Medalia „Bene Merenti”.
A participat la mai multe congrese teozofice, printre care două în India. S-a îmbolnăvit de malarie pe vaporul cu care se întorcea din India, unde participase la un congres de teosofie și îl cunoscuse pe Krishnamurti, și a murit în ianuarie 1926 într-un spital din Port Said. Înainte de a muri, a spus îngrijitoarelor ei că numai vederea munților ar mai putea-o însănătoși.
În anul 1927 a apărut lucrarea postumă "Pe drumurile Indiei. Cele din urmă pagini. Scrisori" (București, 1927). După pseudonimul ei a fost denumit vârful Ocolit (vârful Bucura Dumbravă) din Munții Bucegi.

## Mențiuni literare
În anul 1940 scriitorul Mircea Eliade a publicat nuvela fantastică Secretul doctorului Honigberger în care descrie dispariția fără urmă, la 10 septembrie 1910, a doctorului Zerlendi care începuse să se intereseze de practici oculte indiene. În această nuvelă, doamna Zerlendi îi relatează autorului că biblioteca soțului ei începuse să fie cercetată și de Bucura Dumbravă, care și-a făcut unele însemnări și a promis să revină să o analizeze mai în detaliu, dar a murit după ce s-a întors de la un congres teozofic din India, fără să mai apuce să pună piciorul pe pământ românesc. Autorul lasă impresia că moartea Bucurei Dumbravă este asemănătoare cu moartea doctorului Honigberger, care a murit imediat după ce a sosit la Brașov, și cu dispariția inexplicabilă a doctorului Zerlendi, ca urmare a unor forțe din afara acestei lumi.
După cuvintele doamnei Zerlendi: „Sunt foarte mulți ani de când în casa aceasta nu intră aproape nimeni. Doar câțiva prieteni, care nu au pregătirea specială pe care și-o dobândise soțul meu. Așa că biroul și biblioteca lui au rămas, din 1910, neschimbate. Am lipsit și eu multă vreme din țară, iar de când m-am întors m-am ferit să amintesc prea insistent de numele soțului meu. Colegii lui, medici, îl socoteau pe vremea aceea maniac. Biblioteca pe care am să v-o arăt acum n-a văzut-o, dintre cei care ar fi putut-o judeca, decât o singură persoană: Bucura Dumbravă. I-am scris, cum v-am scris și d-voastră, că am o bogată colecție orientală, și a venit, dar după câteva lungi amânări. Cred că a interesat-o foarte mult. Îmi spunea că a găsit aici cărți pe care le ceruse cândva de la British Museum. Dar n-a avut timp să o cerceteze pe-ndelete. Și-a însemnat câte ceva și a făgăduit să revină după întoarcerea sa din India. După cum știți, poate, se ducea la un congres teozof în India. Dar n-a mai apucat să pună piciorul pe pământ românesc. La Port-Said a murit ...”.

## Opera

### Scrieri proprii
- "Der Haiduck" (Regensburg, 1908) - despre haiducul Iancu Jianu;
- "Der Pandur" (Regensburg, 1912) - despre Tudor Vladimirescu;
- "Cartea munților" (București, 1920);
- "Ceasuri sfinte" (București, 1921) - culegere de legende;
- "Pe drumurile Indiei. Cele din urmă pagini. Scrisori" (București, 1927);
- "Cartea îngerilor. Ceasuri sfinte" (Editura Compania, București, 2002).

### Traduceri
- "La picioarele învățătorului" (1924) de Krishnamurti